# S/2021 J 5
S/2021 J 5 — невеликий зовнішній природний супутник Юпітера, відкритий Скоттом Шеппардом, Девідом Толеном та Чедвіком Трухільйо 5 вересня 2021 року за допомогою 8,2-метрового телескопа Субару в обсерваторії Мауна-Кеа, Гаваї. Про це було оголошено Центром малих планет 19 січня 2023 року після того, як спостереження були зібрані протягом досить тривалого періоду часу, щоб підтвердити орбіту супутника.
S/2021 J 5 є частиною групи Карме, тісного скупчення ретроградних, нерегулярних супутників Юпітера, які рухаються по орбітах, подібних до Карме, за великими півосями між 22–24 мільйонами км, ексцентриситети орбіти між 0,2–0,3, а нахили між 163–166°. Повний оберт навколо Юпітера робить за 704,80 земних доби з нахилом 163,17°. Має діаметр близько 2 км і абсолютну величину 16,8, що робить його одним із найменших відомих супутників Юпітера.